# 珠海市第二人民医院
珠海市中西医结合医院（珠海市第二人民医院）始建于1984年，原名珠海经济特区拱北医院，是位于广东省珠海市的一家大型三级甲等医院。

## 简介
珠海市中西医结合医院，系珠海拱北经济特区最早的医院，也是距离澳门最近的内地大型公立医院。经多年发展，已成为一所集医疗、教学、科研、预防、保健、康复为一体的三级甲等中西医结合医院。目前，正积极打造高水平医院。
医院现有占地面积4.2万平米，建筑面积6.8万平米，核定床位800张。今年，医院规划建设的21层临床综合大楼项目已列入珠海市重点建设项目，该项目总投资9.5亿、建筑面积7.35万平米，将于今年内动工。该项目建成后，医院的床位将达到1200张。
医院秉承“厚德·尚道·精诚·济世”的院训和“传承创新 中西结合 全心全意为人民健康服务”的办院宗旨，注重医院的内涵建设，以中西医结合为特色，建成临床研究型高水平三级甲等中西医结合医院。以独具特色的医疗集团1+N为发展模式，依托大学充分发挥非直属附属医院的作用，创建一个临床研究型中西医融合的现代化医疗技术中心。同时，充分发挥中西医融合的特色优势，与各类医疗机构合作，建立N个医联体，创立独具特色的医疗集团1+N发展模式，形成中医内涵丰富，外延基层紧密，成为服务粤港澳大湾区的国内知名独具特色的中西医结合医院。
【主要荣誉】 医院获得“全国医药卫生系统先进集体”、国家“爱婴医院”、“全国节约型公共机构示范单位”、广东省“百家文明医院”、“广东省厂务公开民主管理工作示范单位”、“珠海市先进集体”、“珠海市文明单位”等荣誉称号。
医院现在为南方医科大学附属医院、澳门科技大学临床教研中心、湖南中医药大学、云南中医药大学的教学医院。
【专家队伍】 现有在岗职工1279人，其中卫生技术人员1194人，高级职称219人，全国老中医药学术经验继承工作指导老师1人，博士后2人，博士18人，硕士233人。
【学科建设】设有临床科室34个，医技科室15个。
广东省临床重点专科：胸外科、皮肤科；
广东省中医重点专科：糖尿病科、妇科、康复医学科；
珠海市中医临床重点专科：妇科、康复医学科、糖尿病科；
珠海市临床重点专科：乳腺外科、康复医学科、消化内科、男科；
【医院设备】 配备美国飞利浦 EPIQ 7C、美国GE 1.5T核磁共振设备（MRI）、飞利浦单光子发射计算机断层扫描系统（SPECT）、日本东芝128层螺旋CT、东芝全数字化平板X线血管造影机（DSA）、美国GE胎儿三维彩超、等大型设备。
【医院特色】医院始终坚持现代医学与传统中医药学相结合的办院理念，中西医并重、多学科兼顾，形成了“院有专科、科有专病、病有专治、治有专家”的极具中西医结合特色的医疗模式。医院聘请多名院士、国医大师和著名中医学家作为顾问，指导学科建设，受到珠、港、澳及周边地区患者的信赖和赞誉。
医院一直是珠澳医疗合作的先行者，相继与澳门科技大学合作成立临床教研中心，与粤澳中医药科技产业园合作成立“粤澳医疗机构中药制剂中心”，积极推进健康湾区建设。在患者群中，约20%为澳门及境外人士。同时，积极吸纳具有港澳及海外学习、工作经验的医护人员。目前，海归专家团队日益扩大，护士中大约7%的人具备港澳护理学习、工作经验。
公共交通：4路车、36路车、56路车、62路车、82路车、101路车、K8路车